# Zerkall
Zerkall is een plaats in de Duitse gemeente Hürtgenwald, deelstaat Noordrijn-Westfalen, en telt 131 inwoners (31 maart 2021).
Het dorpje ligt op de grens met de gemeente Nideggen. Het station ligt aan de spoorlijn Düren-Heimbach op Nidegger grondgebied.
Te Zerkall mondt het riviertje de Kall uit in de Rur.
Zerkall ligt aan de rand van het Eifelgebergte. In het dorpje staat een grote papierfabriek.
Van 1982 tot 2010 was te Zerkall de bekende CMP-geluidsstudio gevestigd. Deze was opgericht door Walter Quintus (1949-2017). Quintus was een Duits musicus, componist en muziekproducer. In de studio werden klassieke muziekstukken, schlagers en popmuziek van allerlei genres opgenomen.

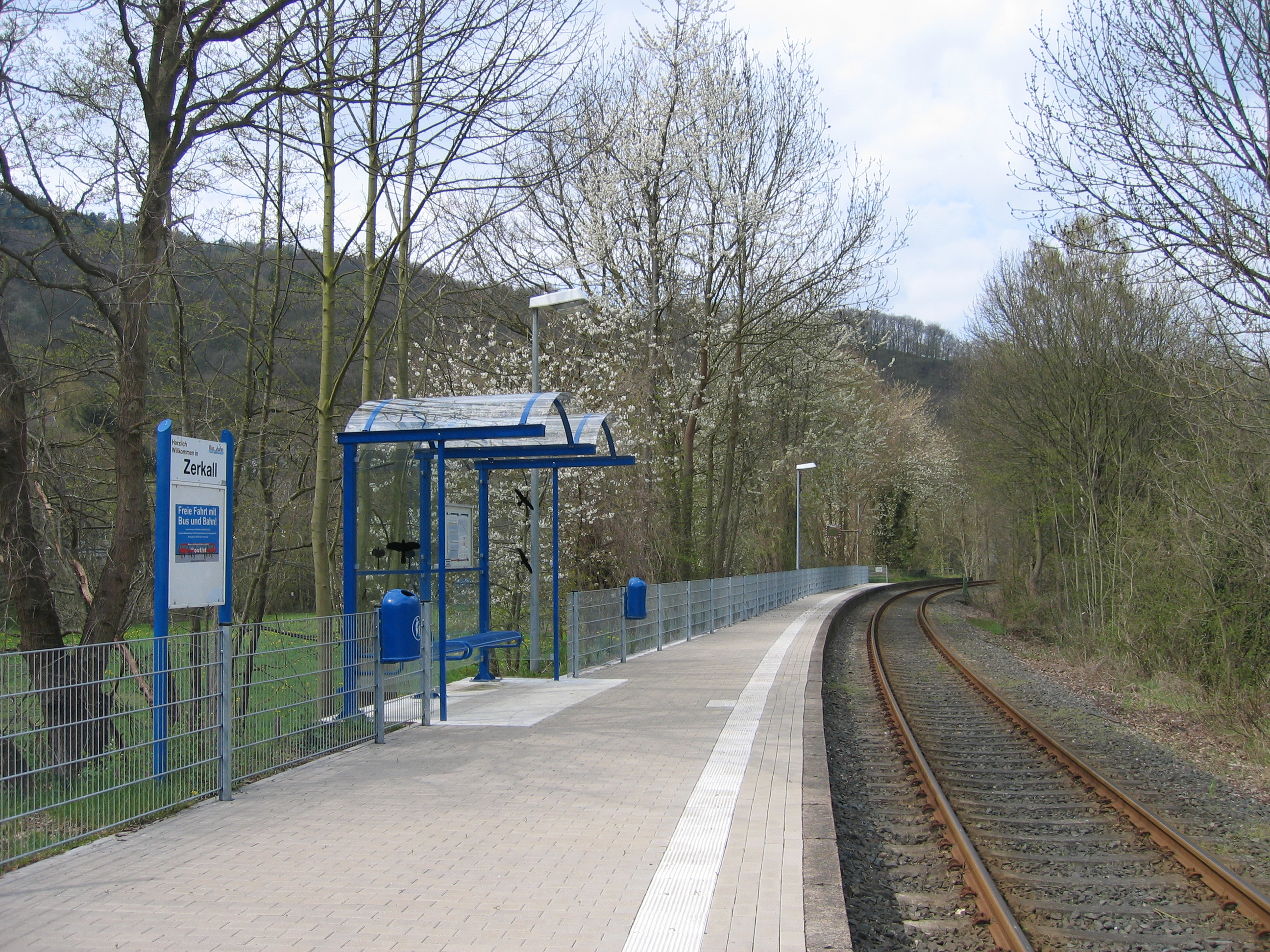
Station
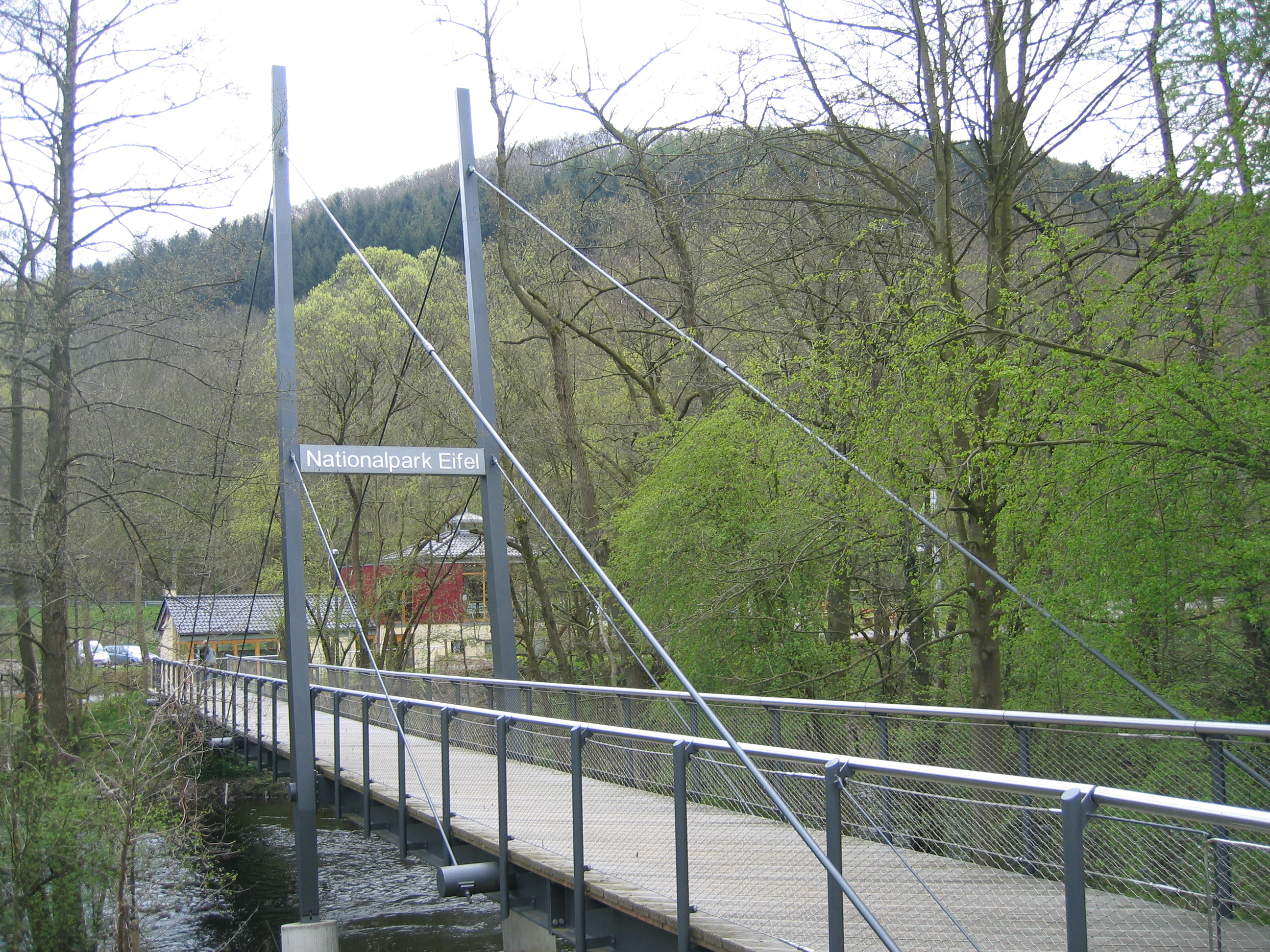
Brug over de Rur te Zerkall